# Strumpfwarenfabrik Diedorf

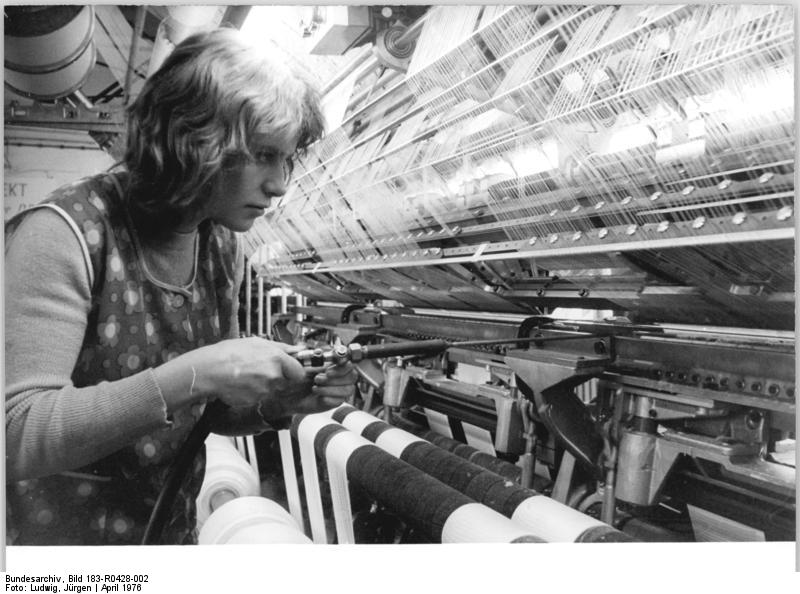
Strickerin bei der Arbeit in der Strumpfwarenfabrik im Betriebsteil Wendehausen

Die Strumpfwarenfabrik Diedorf war ein Unternehmen aus Diedorf im Unstrut-Hainich-Kreis in Thüringen.

## Geschichte
Die Anfänge der Strumpfherstellung im südlichen Eichsfeld liegen über 100 Jahre zurück. Damals würden überwiegend in Heimarbeit Strümpfe und andere Strickereiprodukte hergestellt. Mit der Umstellung der Produktionsbedingungen in der DDR wurden die kleinen Betriebe zum VEB Thüringer Strumpfwarenfabrik Diedorf zusammengelegt und Betriebsteil des VEB Strumpfkombinat ESDA in Thalheim. 1957 wurde in Diedorf die erste Kinderstrumpfhose in der DDR hergestellt. Der Betrieb vergrößerte sich und beschäftigte mit seinen Betriebsteilen maximal 2.000 Mitarbeiter und stellte pro Jahr bis 38 Millionen Strümpfe und Strumpfhosen her.
Mit der Wiedervereinigung Deutschlands wurde der Betrieb privatisiert und die Produktion wurde stark reduziert. Ein Nachfolgeunternehmen, die Rogo Thüringer Strümpfe Produktions GmbH, stellte 2008 die Produktion ein.

## Betriebsstandorte
Zur Strumpfwarenfabrik Diedorf gehörten unter anderem folgende Betriebsteile:
- VEB Strumpfwarenfabrik Heiligenstadt
- Betriebsteil Wendehausen
- Betriebsteil Struth
- Betriebsteil Faulungen

## Strumpfmuseum
In einem Gebäude der ehemaligen Gemeindeverwaltung kann man das „Strumpf- und Strickereimuseum  Diedorf“ besuchen. Der Rundgang ermöglicht einen umfassenden Einblick in die Fertigungstechniken und Arbeitsbedingungen der Diedorfer Strumpf-Strickereien. Gezeigt werden Geräte aus der Zeit der Heimarbeitsbetriebe und Maschinen von der Handstrickereimaschine bis zu Vollautomaten.